# Rectipilus sulphureus
Rectipilus sulphureus är en svampart som först beskrevs av Sacc. & Ellis, och fick sitt nu gällande namn av W.B. Cooke 1989. Rectipilus sulphureus ingår i släktet Rectipilus och familjen Marasmiaceae.   Inga underarter finns listade i Catalogue of Life.